# Медаль «20 років Конституції Республіки Казахстан»
Ювілейна медаль «20 років Конституції Республіки Казахстан» (каз. Қазақстан Конституциясына 20 жыл) — державна нагорода Республіки Казахстан, заснована на підставі Указу Президента Республіки Казахстан від 24 лютого 2015 року № 1015 з метою заохочення громадян Республіки Казахстан та іноземних громадян, які зробили значний внесок у розвиток і становлення конституції. ознаменування 20-річчя Конституції Республіки Казахстан.

## Правила нагородження
1. Ювілейною медаллю нагороджуються громадяни Республіки Казахстан та іноземні громадяни, які зробили вагомий внесок у забезпечення верховенства Конституції Республіки Казахстан, зміцнення незалежності країни, злагоди та стабільності у казахстанському суспільстві, захист конституційних прав громадян, становлення та розвиток ідей та принципів конституціоналізму.
2. Подання до нагородження ювілейною медаллю вносяться Президенту Республіки Казахстан палатами Парламенту, Урядом, Конституційною Радою, Верховним Судом, міністерствами, іншими центральними державними органами Республіки Казахстан, акімами міст Астани та Алмати, областей, а також громадськими об'єднаннями.
3. Ювілейна медаль вручається Президентом Республіки Казахстан. Ювілейну медаль від імені та за дорученням Президента Республіки Казахстан також можуть вручати: Державний секретар Республіки Казахстан, акими міст Астани та Алмати, областей, а також інші уповноважені Главою держави посадові особи.
4. Вручення ювілейної медалі проводиться в урочистій обстановці та вручається нагородженому особисто. Перед врученням оголошується Указ Президента Республіки Казахстан про нагородження.
5. Разом із медаллю нагородженому вручається посвідчення встановленого зразка.
6. Ювілейна медаль носиться на лівому боці грудей. За наявності державних нагород Республіки Казахстан розташовується після них.
7. Про вручення ювілейної медалі у списку для нагородження робиться відповідний запис.
8. Невручені медалі та посвідчення до них повертаються до Орденської комори Управління справами Президента Республіки Казахстан із зазначенням причин повернення, про що робиться відповідна позначка у списках.
9. Облік вироблених нагороджень, і навіть звітність про перебіг вручення ювілейних медалей ведуться Адміністрацією Президента Республіки Казахстан.

## Опис
Ювілейна медаль «Қазақстан Конституциясына 20 жыл» виготовляється з латуні.
Має правильну круглу форму з діаметром кола 34 мм.
Усі зображення та написи на колі виступаючі. Краї медалі облямовані бортиком.
На лицьовій стороні медалі (аверсі) вгорі вздовж гурту виступає напис «ҚАЗАҚСТАН КОНСТИТУЦИЯСЫНА».
У центрі аверса знаходиться коло. Усередині кола у верхній частині розташований Державний Герб Республіки Казахстан, у нижній частині розташована відкрита рельєфна книга, що символізує Конституцію Республіки Казахстан, з текстом у два рядки «20 жыл». Фон аверса блискучий, рельєф матований.
На звороті медалі (реверсі) по центру розташований казахський національний орнамент. У нижній частині реверсу нанесено цифри «1995-2015». Під орнаментом та цифрами поверхня матована. Цифри та орнамент виступають блискучі.
Ювілейна медаль «Қазақстан Конституциясына 20 жыл» за допомогою вушка та кільця з'єднується з колодкою шестикутної форми шириною 32 мм та висотою 50 мм. Колодка обтягнута шовковою стрічкою муарової кольору Державного Прапора Республіки Казахстан з чотирма білими смугами. По краях стрічки розташовуються по одній смузі завширшки 4 мм з відступом 3 мм з кожного боку і дві центральні смуги завширшки 2 мм з проміжком між ними.
Медаль за допомогою шпильки кріпиться до одягу.
Медаль виготовлена на Казахстанському монетному дворі у місті Усть-Каменогорськ.